# Ларри (кот)
Ларри (англ. Larry) — кот, служащий главным мышеловом в резиденции британских премьеров на Даунинг-стрит, 10.

## Биография и деятельность
Ларри попал на Даунинг-стрит из лондонского приюта для животных «Баттерси» (Battersea Dogs and Cats Home). Поскольку резиденция главы правительства располагается в старом здании, мыши и крысы являются там постоянной проблемой и по традиции коты — неотъемлемый атрибут резиденции. В январе 2011 года один грызун даже попал в объектив телекамеры и был показан по телевидению. После представления на официальном брифинге, с 16 февраля 2011 года Ларри занял должность Главного Мышелова Резиденции Правительства Великобритании (англ. Chief Mouser to the Cabinet Office). Его предшественницей на этом посту была кошка Сибил, но она умерла ещё в 2009 году. По сообщению The Guardian, первую мышь на Даунинг-стрит Ларри поймал 22 апреля. Ларри был одним из самых узнаваемых котов в мире. Несмотря на внимание к своей персоне, он достаточно спокойно относился к представителям прессы.
В газете Daily Telegraph была опубликована «исповедь» кота:
…пришлось выслушивать бесконечные лекции о благородном сословии котов при власти. Формально, должность эту ввели только в 1924 году, но придворные коты водились ещё при Генрихе VIII. А потому, хотя я и беспородный кот, мне вменяется в обязательность вести себя с подобающим достоинством, как это делали до меня Хамфри, Уилберфорс, Нельсон и другие мои предшественники. А это означает, не гоняться за девицами и никаких контактов с родственниками. Затем мне растолковали, что теперь я — госслужащий, а потому мне также могут заморозить зарплату, как и все другим, иными словами, они могут ввести для меня продуктовые карточки… Иногда мне кажется, что эта страна катится ко всем чертям.
п
В 2011 году издательством «Саймон и Шустер» (англ. Simon & Schuster) была выпущена книга «Дневники Ларри».
16 сентября 2012 года премьер-министр Великобритании решил отказаться от услуг Ларри в качестве главного мышелова. По сообщениям прессы Ларри ненадлежащим образом исполнял свои обязанности, за всё время службы он поймал всего одну мышь. В качестве главного мышелова его должна была заменить кошка Фрейя. Между двумя кошками произошёл конфликт.

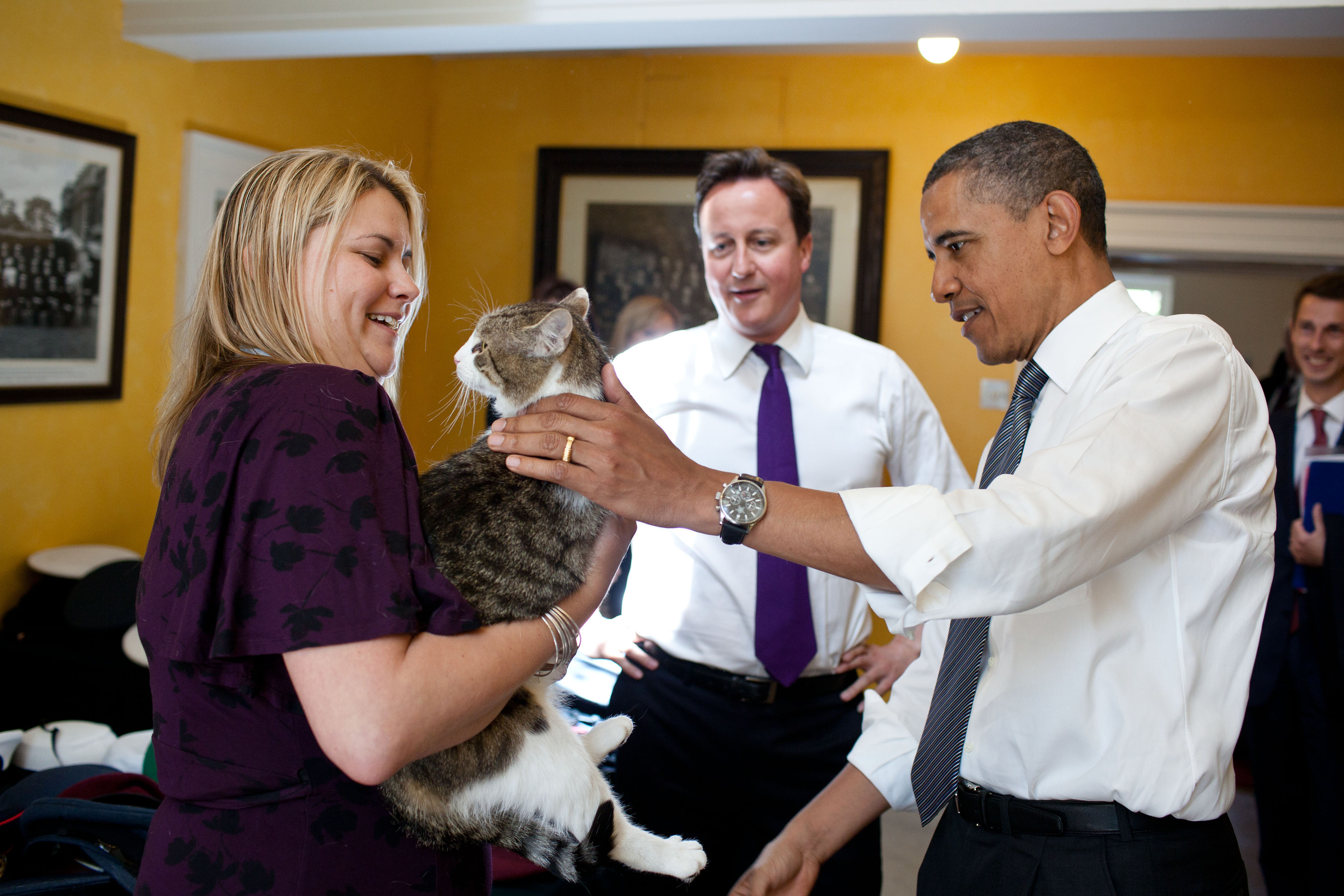
Ларри с Дэвидом Кэмероном и Бараком Обамой.
Фото Pete Souza

После конфликта Ларри со своей преемницей было принято решение об оставлении кота на занимаемой должности и дальнейшей совместной работе с Фрейей — «чтобы не ранить его чувства». В дальнейшем коллеги перешли на мирное сосуществование. Несмотря на отставку, Ларри продолжает жить на Даунинг-стрит, 10.
В октябре 2012 года на приюте «Баттерси» появилась почётная «Синяя табличка» в честь Ларри.
В 2013 году подозрение в антипатии к коту Ларри, о которой сообщил в своей книге «Вместе» политический комментатор Мэтью д’Анкона, явилось причиной падения рейтинга премьер-министра Великобритании Дэвида Кэмерона. В Англии развернулась кампания в поддержку кота. Даунинг-стрит выступил с официальным опровержением подозрения в непочтении к коту.
В апреле 2016 года у Ларри появился конкурент в здании МИД Великобритании на Кинг-Чарльз-стрит — «новый сотрудник дипломатической службы Её Величества» кот Палмерстон. На официальной странице Ларри в Twitter был размещен опрос на тему «Кто является лучшим котом в правительстве?», на апрель 2016 года Ларри получил 89 процентов голосов. В июле 2016 было объявлено, что Ларри останется и продолжит свою деятельность в резиденции после отставки Кэмерона
14 июля 2016 года газета Daily Mail сообщила, что кот Ларри и кот Палмерстон (официальный мышелов из британского МИД) решили «выяснить отношения» на Даунинг-стрит в Лондоне, и разместила в статье соответствующий видеоролик их встречи.
23 августа 2024 года газета Times сообщила о подготовке пресс-службы Даунинг-стрит к возможной кончине кота Ларри из-за достижения им преклонного возраста в 17 лет. План на случай смерти кота получил кодовое название «Ларри Бриджес» — по аналогии с планами, готовящимися на случай кончины членов королевской семьи..